# Hyart Theater
Das Hyart Theater ist ein historisches Kinogebäude in Lovell im Norden des US-Bundesstaates Wyoming. Es wurde im Jahr 1950 durch Hyrum „Hy“ Bischoff erbaut und ist ein seltenes Beispiel eines Kinos aus den frühen 1950er Jahren in Wyoming. Das Gebäude ist bemerkenswert für die türkisfarbene Metallgitterleinwand, die eine rosafarbene Metallfassade bedeckt, sowie für sein hohes Neon-Schild. Das Hyart Theater wurde 2008 in das National Register of Historic Places aufgenommen.

## Geschichte
Die Familie Bischoff war Teil einer Mormonengruppe aus Fountain Green, Utah, die sich im Bighorn Basin in Wyoming niederließ. Dan Bischoff (1870–1936) kaufte im Jahr 1913 das Armada Theater in Lovell und baute es in ein Kino um. Sein Sohn Hyrum übernahm das Geschäft nach dem Tod seines Vaters und betrieb zwei Armada-Kinos in der Stadt. Hy beschloss, ein neues Kino zu bauen, und orientierte sich dabei am Villa Theatre in Millcreek, das 1949 erbaut wurde. Bischoff modellierte die Lobby des Hyart Theater nach dem Vorbild des Villa Theatre. Bischoff entwarf sein neues Theater und leitete den Bau. Aufgrund von Stahlknappheit während des Koreakriegs beschaffte Bischoff Schienen aus den Minen bei Bearcreek, Montana, und ließ sie zu Stahldachstühlen umbauen. Das Kino wurde 1950 erbaut und ein Jahr später eröffnet. 1960 übernahm Bischoffs Tochter Loretta die Leitung des Theaters. Hyrum Bischoff starb im Jahr 1988, woraufhin seine Tochter das Theater im Jahr 1992 schließen ließ. 2004 wurde es von einer Bürgergruppe wiedereröffnet.

## Beschreibung
Das zweistöckige Gebäude ist etwa 68 m tief und 21 m breit und ist zur Main Street hin ausgerichtet. Die Wände bestehen aus Tonziegeln, der untere Teil der Straßenfassade mit kleinen ziegelartigen Rhyolithplatten aus Idaho Falls versehen. Der obere Teil der Straßenfassade ist mit rosa Blech verkleidet und wird durch ein aufwendiges diagonales Gitter aus türkisfarbenem Metall abgeschirmt. Im zweiten Stock befinden sich ein Büro und eine Wohnung. Ein hohes, türkisfarbenes Schild zeigt eine neonbeleuchtete Künstlerpalette und das Wort HYART im rechten Winkel zur Straße. Ursprünglich hatte das Kino 1001 Sitzplätze, heute sind es 940, darunter ein 200 Sitzplätze umfassender Balkon. Das Theater verfügt über einen schalldichten „Schreiraum“ für Eltern mit schreienden Babys.

## Galerie

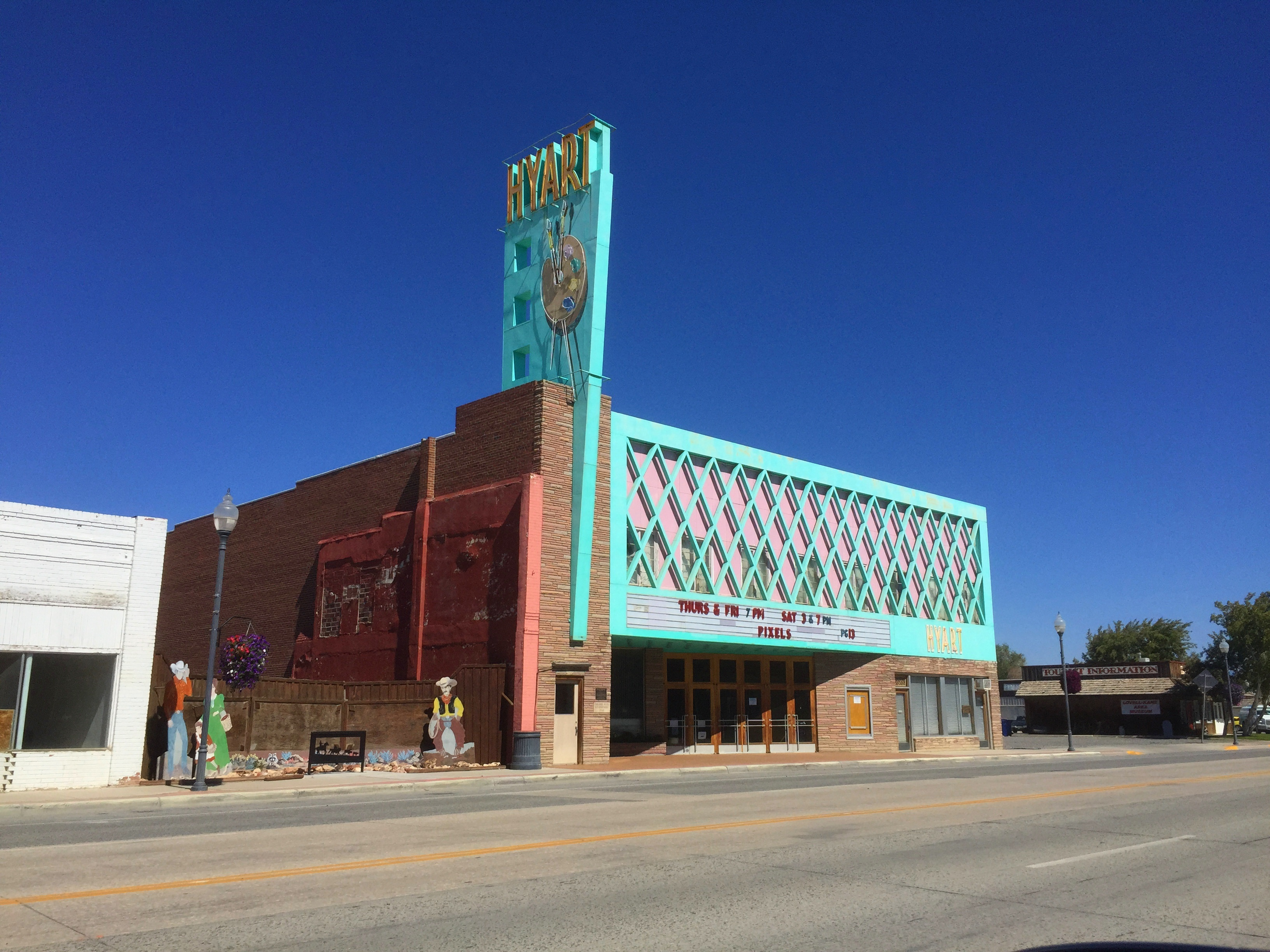
Hyart Theater, Blick nach Nordosten.
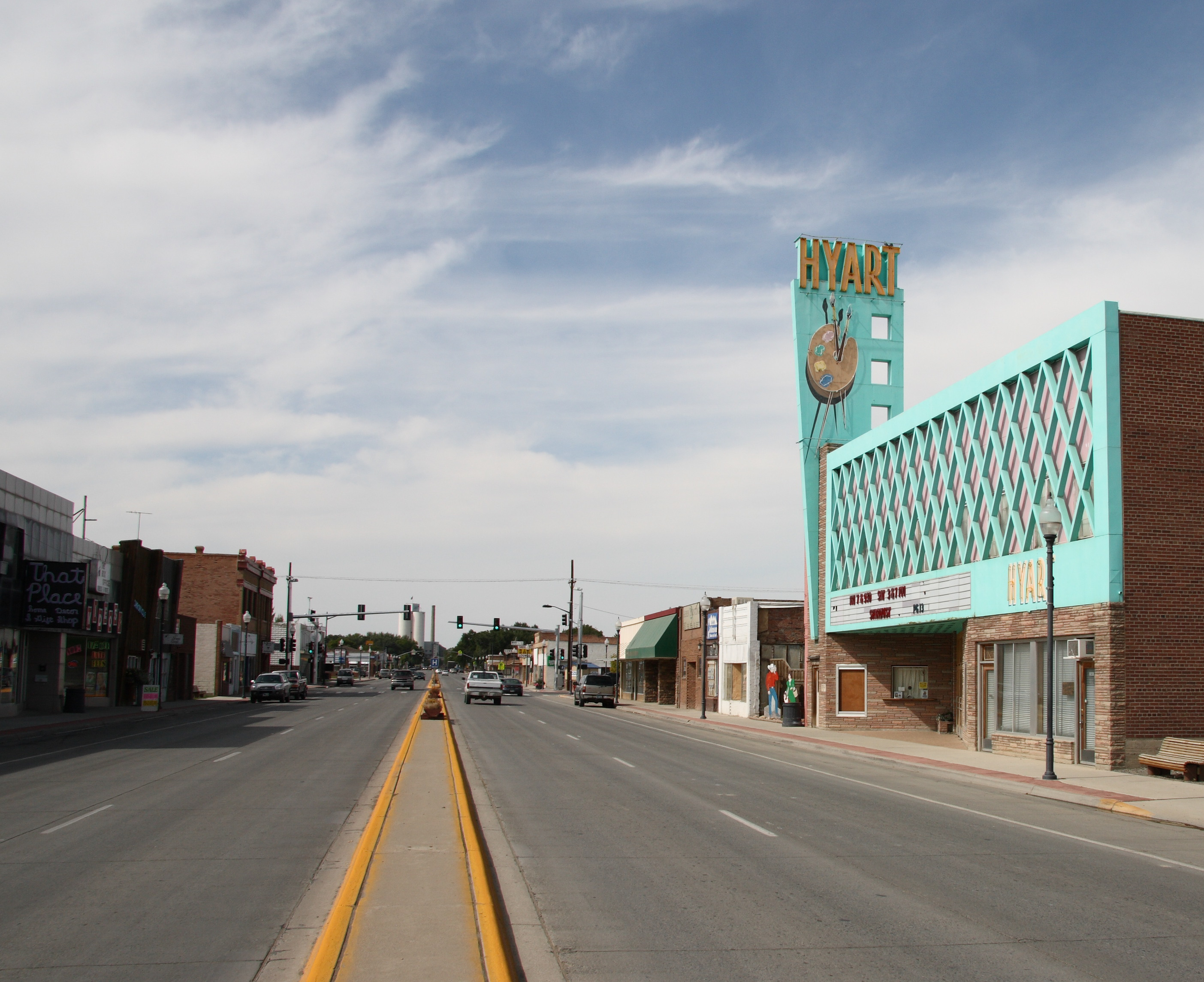
WYO-789/US-310 verlaufen als Main Street durch Lovell. Rechts das Hyart Theater.
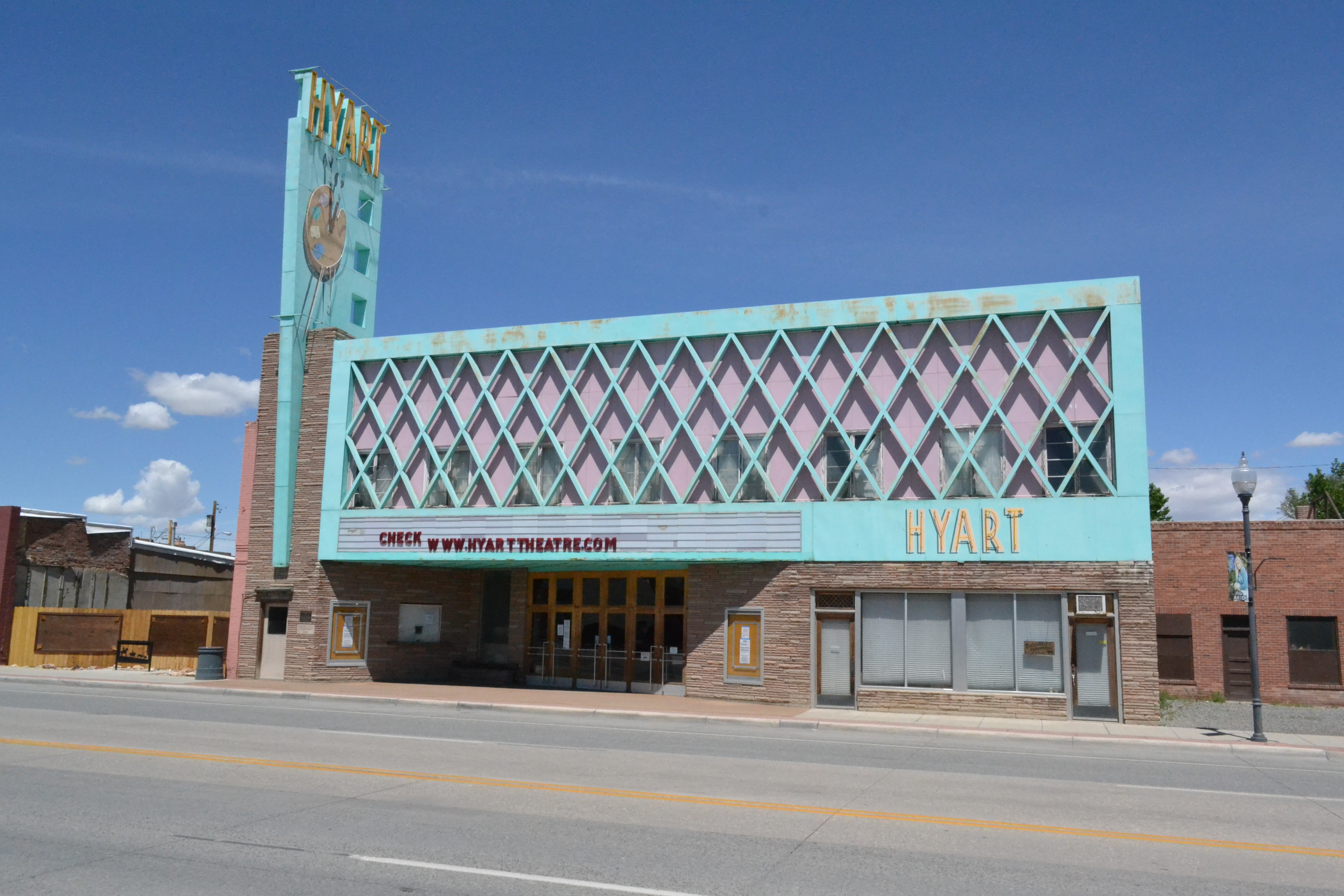
Frontalansicht, 2020.

## Belege
1. ↑  National Park Service: Hyart Theater. In: National Register of Historic Places. Abgerufen am 2. September 2024.
2. 1 2 3 4 5 6  Hyart Theatre | WyoHistory.org. Abgerufen am 2. September 2024.
3. ↑  HISTORY. In: hyarttheatre. Abgerufen am 2. September 2024 (englisch).